# Ángel María Aguilar
Ángel María Aguilar (Santa Ana, Panamá; 1884-Milán, Italia; 1915) fue un pintor panameño. Sus padres se llamaban José Aguilar y Eusebia Poyato.
Ángel María Aguilar pintó el "telón de boca" del Teatro Variedades en Santa Ana, donde expuso sus pinturas en el 1911 y en el 1912.
En el 1914, después de la muerte de sus padres, se ganó una beca para estudiar en Italia. Se murió en Milán, en la noche del 18 de enero de 1915, con treinta años, por causas desconocidas.